# Saarijärvi (sjö i Finland, Södra Österbotten, lat 62,72, long 23,42)
Saarijärvi är en sjö i Finland. Den ligger i kommunen Kuortane i landskapet Södra Österbotten, i den centrala delen av landet, 290 km norr om huvudstaden Helsingfors. Saarijärvi ligger 102,2 meter över havet. Arean är 62 hektar och strandlinjen är 4,73 kilometer lång. Sjön  ingår i Lappo å huvudavrinningsområde.   I omgivningarna runt Saarijärvi växer i huvudsak blandskog.
I övrigt finns följande i Saarijärvi:
- Isosaari (en ö)